# اگزالتاسیون
اگزالتاسیون (به اسپانیایی: Exaltación) یک شهرداری در بولیوی است که در استان یاکوما واقع شده‌است. اگزالتاسیون ۱۳٬۱۸۱ نفر جمعیت دارد.